# Поддельные языки
Поддельные языки (англ. spurious languages) — идиомы, по той или иной причине считавшиеся естественными языками, существование которых подвергается сомнению или было опровергнуто. Зачастую факт существования такого идиома сначала фиксируется в стандарте ISO 639 и справочнике Ethnologue, а потом исключается оттуда, когда выясняется, что их не существует.

## Причины появления

### Ошибки
Зачастую документация несуществующих языков оказывается следствием непреднамеренных ошибок.
Так, например, долгое время считалось, что существует папуасский язык адабе. Информация об этом языке попала в базу Ethnologue из языкового атласа 1981 года, где она оказалась благодаря неправильному прочтению заметок миссионера начала века Антониу Лейте де Магальянша. В 1998 году Джеффри Халлом было показано, что на самом деле адабе — малоизученный диалект ветарского языка, который относится к австронезийской семье, а не самостоятельный папуасский язык.
Язык борна, считавшийся одним из бантуских языков Демократической Республики Конго, несколько раз упоминался в различных справочниках и классификаторах языков мира. Существование этого языка не было доказано, а статья о нём была удалена из Ethnologue, когда было высказано разумное предположение о том, что его появление в списках связано с опечаткой в названии языка бома, действительно существующего и используемого на территории этой африканской страны.

### Мистификации
Нередко случается и такое, что несуществующие языки выдаются за реальные осознанно и преднамеренно. В статье Лайла Кэмпбелла «Как „подделать“ язык» приведены шесть случаев обмана полевых лингвистов информантами.